# Rosario Lo Verde
Rosario Lo Verde (Palermo, 9 luglio 1914 – Milano, 28 marzo 2008) è stato un imprenditore e dirigente sportivo italiano, immobiliarista, noto soprattutto per essere stato presidente del Milan.

## Biografia
Figlio di un imprenditore edile, si laureò in Economia e Commercio, trasferendosi a Milano alla fine degli anni 30. Iniziò nel 1952 l'attività di immobiliarista, e nel 1978 diventò consigliere del Milan fino all'avvento della presidenza di Giussy Farina. Nel 1983 divenne Vicepresidente del club rossonero e per due mesi, tra gennaio e marzo 1986 ne fu anche Presidente, fino all'acquisto della squadra da parte di Silvio Berlusconi.
Riposa nell'edicola familiare al Cimitero Maggiore di Milano.